# RealVideo
RealVideo ist das proprietäre Videoformat von RealMedia und wird wie RealAudio von RealNetworks entwickelt und patentiert. Es wird vor allem in Streaming-Anwendungen benutzt.
Mit RealVideo komprimierte Dateien sind verlustbehaftet. Die Qualität von RealVideo-Dateien ist im Allgemeinen bei hohen Komprimierungen vergleichsweise gut, ältere Versionen sind bei geringen Komprimierungen im Vergleich mit zum Beispiel MPEG schlecht. Neuere Versionen sind von der Qualität jedoch vergleichbar mit MPEG-4-Videocodecs wie Xvid oder DivX sowie Windows Media Video 9.
Für alle veröffentlichten RealVideo-Versionen existieren Open-Source-Implementierungen im FFmpeg-Projekt. Für RealVideo 5 (RV10) und RealVideo G2 (RV20) Decoder und Encoder, für die neueren Versionen nur Decoder.
Seit der Einführung von RealVideo 9 und des Starts der Helix-Community Ende 2002 bis 2008 pflegte der damalige Hauptentwickler des RealVideo-Formates, Karl Olav Lillevold, einen direkten Kontakt zu den Endbenutzern durch das Doom9-Forum, und gab dort präzise Hilfe zur Verwendung der RealVideo-Codecs. Während dieser Zeit erfolgten auch Aktualisierungen des Encoders in kürzeren Zeitabständen. Die Entwicklung von RealVideo 11 wurde eingestellt und damit assoziierte Patente zu Beginn des Jahres 2012 an Intel verkauft. Seitdem (Stand Juli 2015) werden von RealNetworks keine Videocodecs mehr entwickelt.
Von RealVideo existieren derzeit vier untereinander nicht kompatible Versionen, welche sich durch einen Vier-Buchstaben-Code, wie er auch im AVI-Format vorkommt, identifizieren:
- RV10: RealVideo 5, die erste Version von RealVideo, das Format ist identisch mit H.263
- RV20: RealVideo G2; RealVideo G2+SVT
- RV30: RealVideo 8
- RV40: RealVideo 9; RealVideo 9 EHQ; RealVideo 10

Von verschiedenen Entwicklern wird RealNetworks vorgeworfen, die Formate nicht eigenständig entwickelt zu haben, sondern lediglich leicht modifizierte – und damit inkompatible – Industriestandards (bzw. deren Vorabversionen) wie H.263 und H.264 kopiert zu haben.
RealVideo kommt gewöhnlich im RealMedia-Container vor und trägt dann dessen Dateiendung .rv, .ram, .rm, oder .rmvb; der MIME-Typ ist audio/x-pn-realvideo. Es kann jedoch auch in Matroska verwendet werden (Dateiendung .mkv).
RealVideo kann durch den für verschiedene Betriebssysteme kostenlos verfügbaren Helix-Producer erstellt werden. Für das Programm, das sich nur durch Konfigurationsdateien und Kommandozeile steuern lässt, gibt es verschiedene Front-Ends, welche auch Anfängern ermöglichen, es zu verwenden.